# Pejambon (Sumber)
Pejambon is een bestuurslaag in het regentschap Cirebon van de provincie West-Java, Indonesië. Pejambon telt 3580 inwoners (volkstelling 2010).